# エルヴェンキング
エルヴェンキング（Elvenking）は、イタリア・サチーレ出身のヘヴィメタル・バンド。彼らはデモ1枚とスタジオ・アルバム11枚をリリースしており、12枚目となるアルバム『Reader of the Runes – Luna』は、2025年4月11日にリリースされる予定である。

## 音楽スタイルと影響
エルヴェンキングは、メタル、フォーク、ハードロック、ポップス、プログレ、クラシック音楽など、さまざまなジャンルからインスピレーションを得て、世界中の民族音楽やダンスに大きく影響を受けたバンドであると自称している。ボーカル・スタイルは通常はクリーンな歌唱だが、2005年にバンドを脱退した元ギタリストのジャーペンがハードなボーカルを担当していた。
ギタリストのアイダンは、2001年のインタビューで次のように語っている。「そうですね、私たちはメタル・シーン全体から影響を受けています。もちろん、世界中の多くのフォーク・ミュージックやダンスからも影響を受けています。メタルに関しては、パワーメタルからスラッシュメタル、デスメタルまで、何でも聴きます。いくつかのバンドを挙げると、スカイクラッド、ブラインド・ガーディアン、イン・フレイムス、ソイルワーク、ハロウィン、マーシフル・フェイト/キング・ダイアモンド、アナイアレイター、クレイドル・オブ・フィルス、ダーク・トランキュリティなどです……」。

## メンバー

### 現在のメンバー
- フェデリコ・"アイダン"・バストン (Federico "Aydan" Baston) – ギター (1997年– )
- ダヴィデ・"ダムナゴラス"・モラス (Davide "Damnagoras" Moras) – ボーカル (1997年–2002年、2004年– )
- ファビオ・"レシエン"・ポロ (Fabio "Lethien" Polo) – ヴァイオリン (2009年– )
- アレッサンドロ・"ヤコブ"・ヤコビ (Alessandro "Jakob" Jacobi) – ベース (2012年– )
- シモーヌ・"サイモン"・モレッティン (Simone "Symohn" Morettin) – ドラム (2011年–2017年、2022年– )
- マティア・"ヘッドマット"・カーリ (Mattia "Headmatt" Carli) – ギター (2022年– )

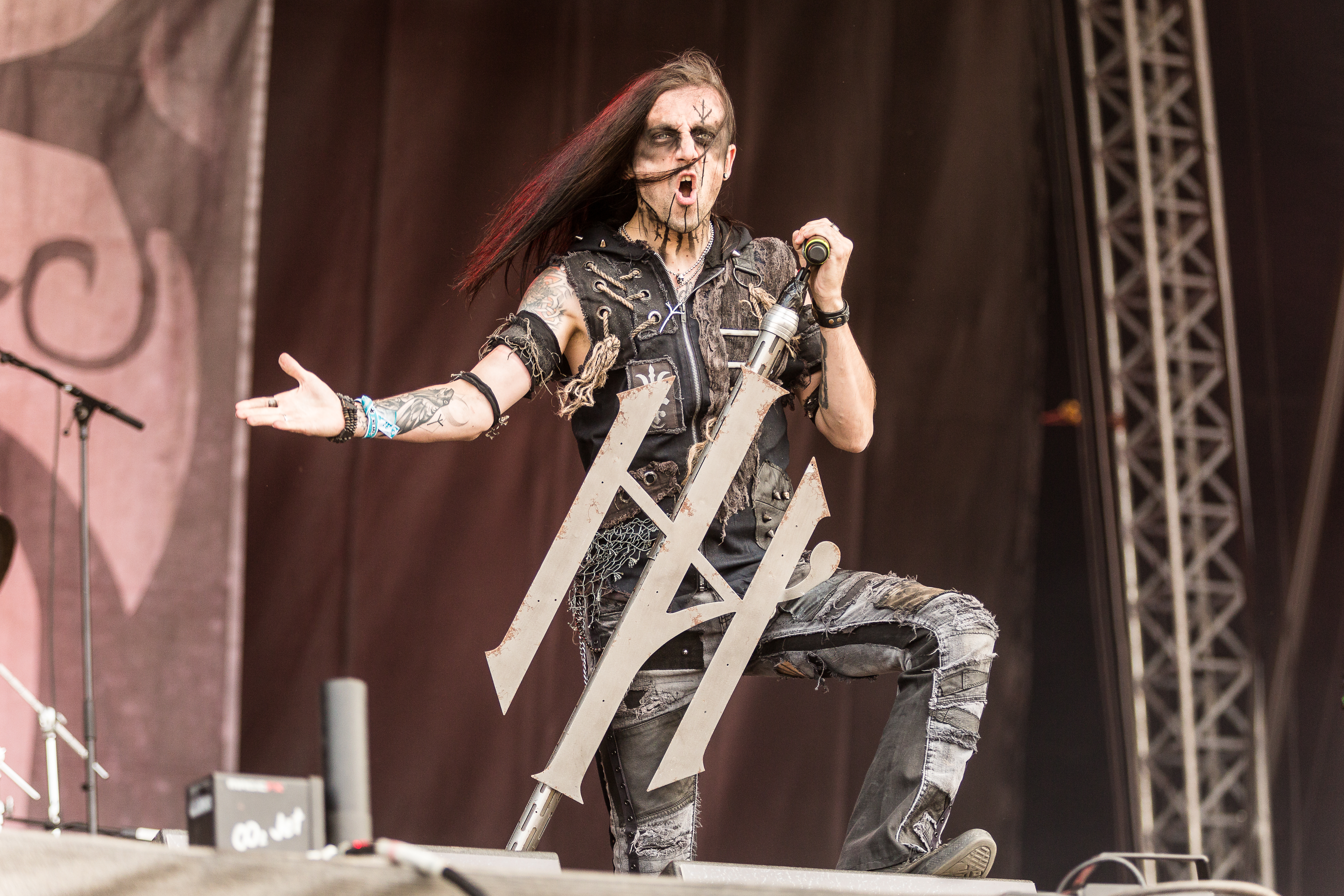
ダムナゴラス（2019年）
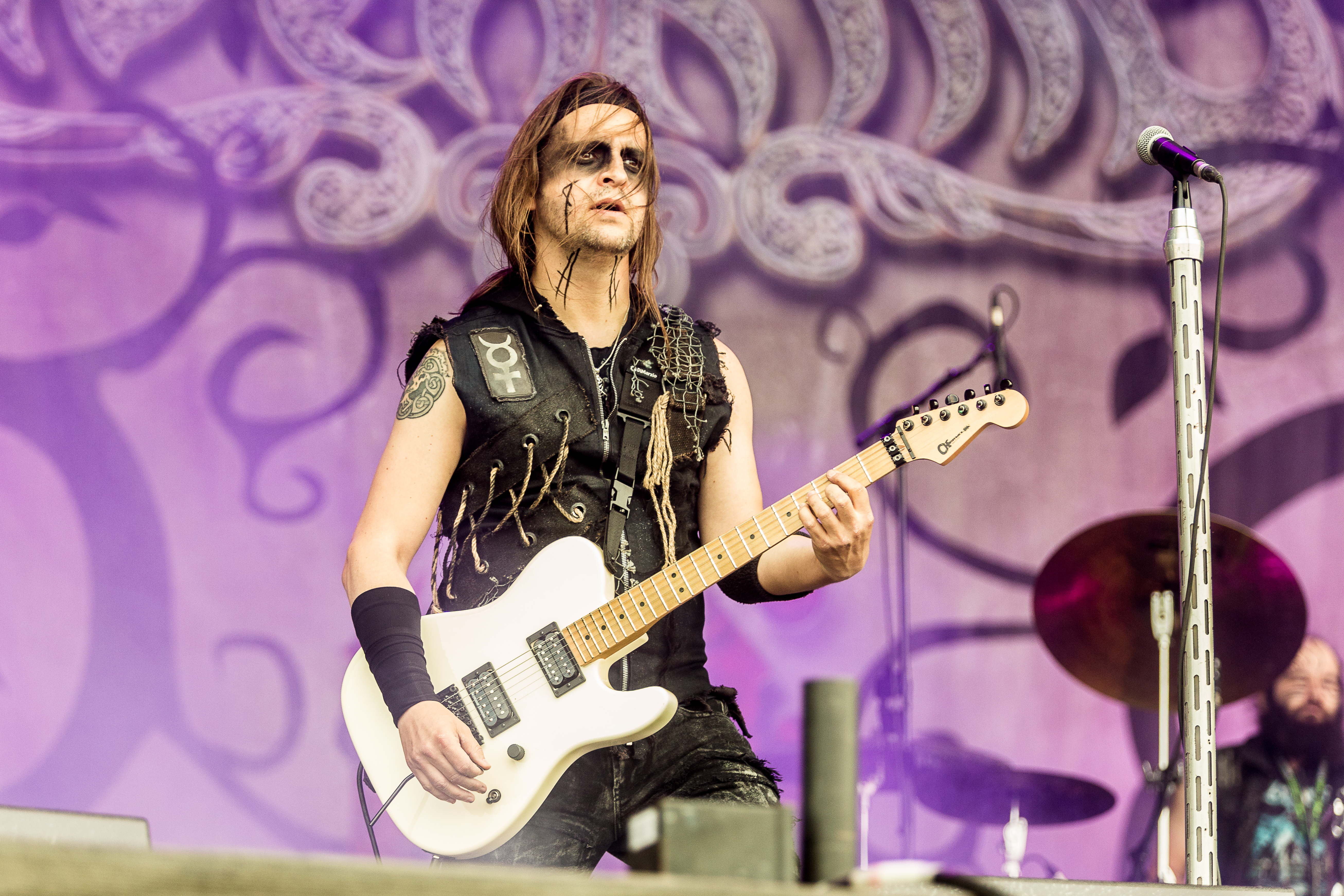
アイダン（2019年）
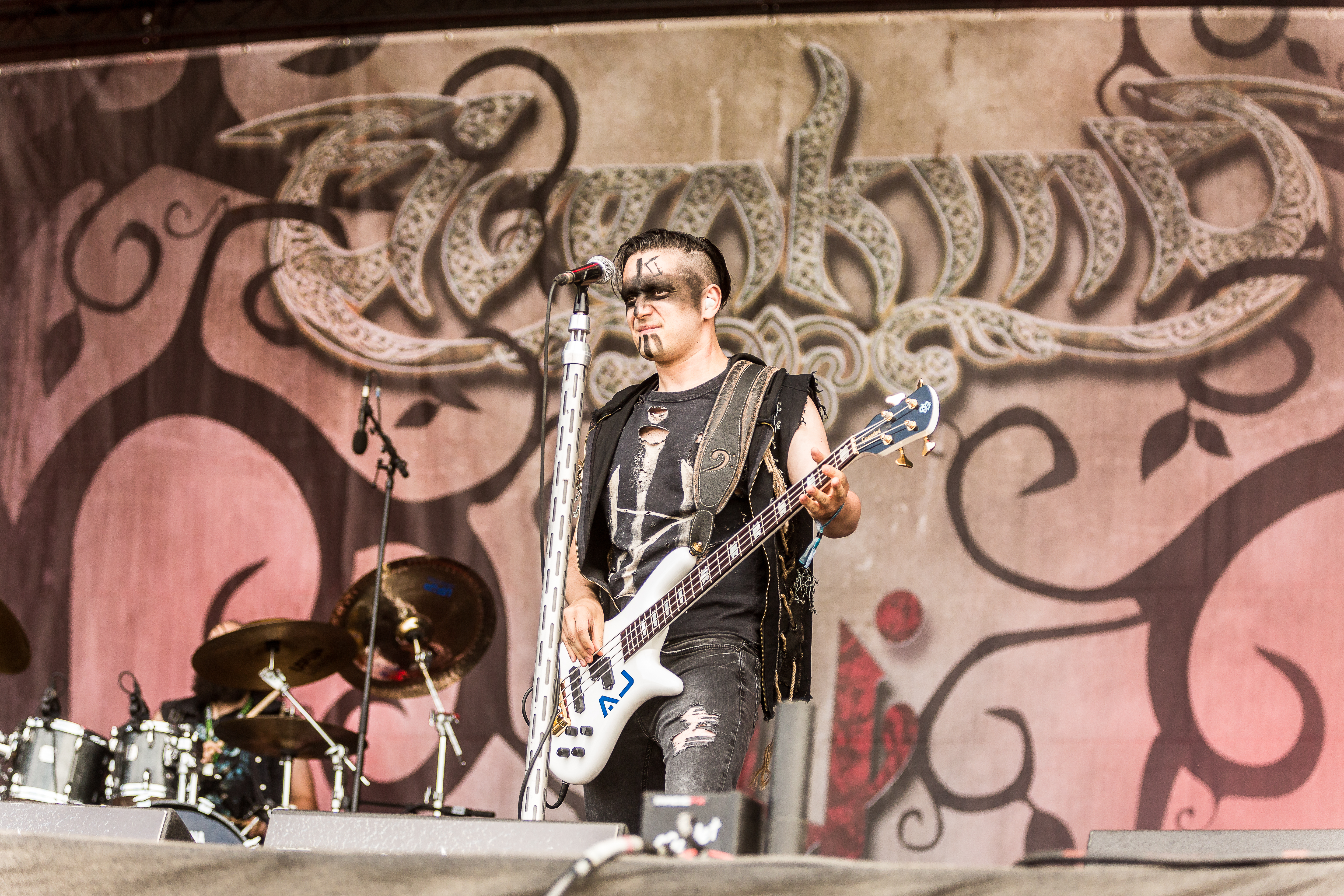
ヤコブ（2019年）
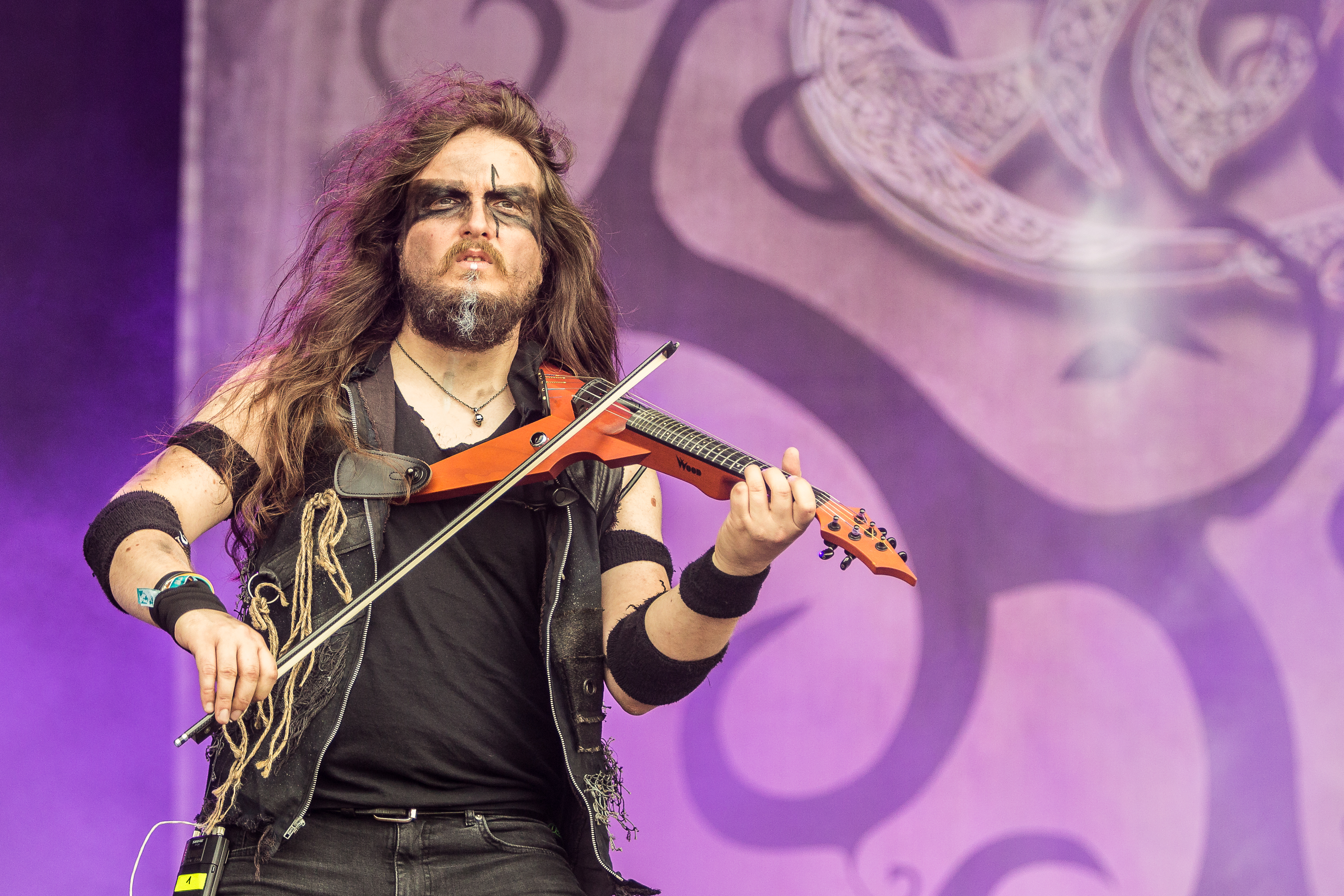
レシエン（2019年）
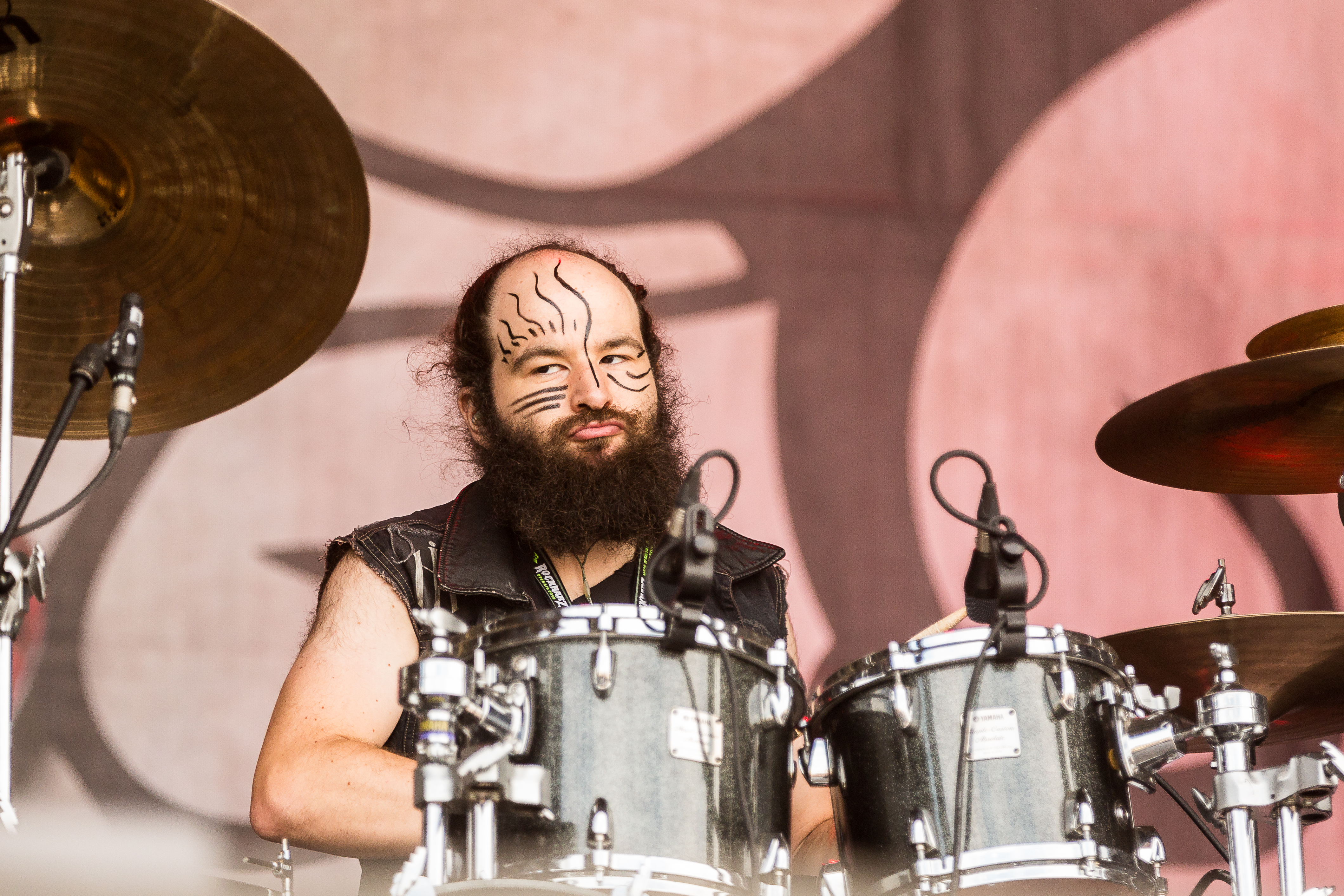
サイモン（2019年）

### 旧メンバー
- マッシモ・"クライド"・ボッティリエリ (Massimo "Kleid" Bottiglieri) – ボーカル (2002年–2004年)
- ジャーペン (Jarpen) – ギター、アンクリーン・ボーカル (1997年–2005年)
- ルカ・ルイソン (Luca Luison) – ギター (2005年–2007年)
- ラファエロ・"ラファエル"・インドリ (Raffaello "Rafahel" Indri) – ギター (2007年–2022年)
- サルゴン (Sargon) – ベース (1997年–1999年)
- ゴーラン (Gorlan) – ベース (2000年–2011年)
- ゼンダー (Zender) – ドラム (1997年–2011年)
- マルコ・"ランクス"・ランチョッティ (Marco "Lancs" Lanciotti) – ドラム (2017年–2022年)
- エリゲン (Elyghen) – ヴァイオリン (2002年–2010年)

タイムライン

## ディスコグラフィ

### スタジオ・アルバム
- 『異教徒の祭典』 - Heathenreel (2001年)
- 『宿命』 - Wyrd (2004年)
- 『ザ・ウィンター・ウェイク』 - The Winter Wake (2006年)
- 『ザ・サイズ (血塗られた大鎌伝説)』 - The Scythe (2007年)
- 『二人の悲劇詩人』 - Two Tragedy Poets (...And a Caravan of Weird Figures) (2008年)
- 『RED SILENT TIDES』 - Red Silent Tides (2010年)
- 『暗黒の時代』 - Era (2012年)
- 『ザ・ペイガン・マニフェスト』 - The Pagan Manifesto (2014年)
- 『シークレッツ・オブ・ザ・マジック・グリモア』 - Secrets of the Magick Grimoire (2017年)
- 『リーダー・オブ・ザ・ルーンズ～ディヴィネイション』 - Reader of the Runes – Divination (2019年)
- 『リーダー・オブ・ザ・ルーンズ～ラプチャー』 - Reader of the Runes – Rapture (2023年)